# Batalla de Socabaya
La batalla de Socabaya o batalla del Alto de la Luna fue el enfrentamiento final entre las fuerzas de los generales Felipe Santiago Salaverry y Andrés de Santa Cruz, el 7 de febrero de 1836 en el cerro Alto la Luna  ubicado en el distrito de Socabaya en Arequipa, donde Salaverry fue derrotado y luego fusilado en la Plaza de Armas de la ciudad el 18 de febrero del mismo año consolidándose de ese modo la creación de la Confederación Perú-Boliviana.

## Antecedentes
En 1835 durante la guerra interna en el Perú el general Felipe Santiago Salaverry se había proclamado Jefe Supremo de la República desconociendo al presidente provisorio Luis Orbegoso el 23 de febrero de 1835. Orbegoso quien recientemente había derrotado al general Bermúdez en el sur del Perú pidió apoyo al general Andrés de Santa Cruz, en ese entonces presidente de Bolivia, para derrocar el recién instaurado gobierno de Salaverry. Santa Cruz pasó la frontera con su ejército y acampó en Puno, donde tras entrevistarse con Orbegoso le fueron conferidas todas las facultades para dirigir y mandar el Ejército Unido Perú-Boliviano.
Tras derrotar a las fuerzas restauradoras del general Gamarra en la batalla de Yanacocha, Santa Cruz entró al Cusco y se detuvo allí para reorganizar su ejército.
Ante el ingreso de tropas bolivianas al Perú, Salaverry declara la guerra a muerte y tras la toma del puerto boliviano de Cobija se desplaza hacia Arequipa, donde al no contar con el apoyo de la población mayoritariamente simpatizante del proyecto confederacionista se ve obligado a evacuar la ciudad y retirarse a las afueras mientras el ejército de Santa Cruz era aclamado a su entrada a la misma. En la Batalla de Uchumayo, Salaverry vence a la vanguardia de Santa Cruz, al mando del general José Ballivián que sufre muchas bajas al tratar de cruzar el puente sobre el río Chili bajo el fuego enemigo. Tres días después ambos ejércitos se encuentran en Socabaya.
El ejército peruano ascendía a 1.893 hombres y el de Santa Cruz a 2200 sin contar 700 de la división al mando del general peruano Anselmo Quiroz que arribó al campo cuando la batalla ya había concluido.
Salaverry principió la marcha el 5 de febrero de 1836 y pasó la noche en Congata. A las dos de la mañana del día 6 de febrero de 1836 marchó a Tingo Grande, y en la madrugada del 7 de febrero del mismo año, tras dirigir una airosa proclama a sus soldados en la que les prometía el saqueo de Arequipa en caso de vencer, continuó su arriesgado movimiento de flanqueo. Santa Cruz tuvo noticia de esto el día 6 del mismo mes y dio órdenes para que se le detuviese; destacó al mismo tiempo una división para que ocupase las alturas de Paucarpata. Salaverry se apresura para tomar estas alturas, pero no lo logra y queda en la quebrada de Tingo en situación desventajosa sin contar con su artillería que se encontraba aun en desplazamiento.
El Ejército Unido se desplazó con José Ballivián a la izquierda y Anglade a la derecha, y Otto Philipp Braun mandaba la reserva, su actuación en la batalla sería decisiva para la victoria. Los restauradores en este momento cruzaban un campo sembrado de maíz atravesado por muchos muros y tapias.

## La batalla

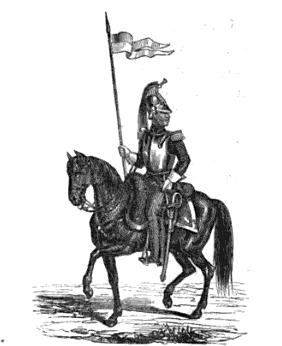
"Zambo, soldado de caballería", grabado de la época, ilustra a un miembro del cuerpo de Coraceros de la caballería peruana.

Cuando empezó la batalla de Socabaya, el día 7 de febrero de 1836 a las 10 de la mañana, Felipe Santiago Salaverry se encontraba en el lugar al que por su geografía se le conocía como "Tres Tetas"; a su vanguardia había un pequeño llano, al que se llegaba por una colina conocida por el nombre de Alto de la Luna. El General destacó dos columnas de infantería para ocuparla y flanquear al enemigo; pero Santa Cruz ya se había adelantado y cuando los restauradores avanzaron precipitadamente, rompieron sus fuegos sobre ellos.
Los batallones de la Guardia (boliviano) y Zepita (peruano) habían rechazado el desordenado ataque de las tropas de Salaverry que hubieron de retirarse con serias pérdidas.
Mientras tanto Santa Cruz dispuso que la división del general Anglade marchara sobre el centro de Salaverry, la que fue acometida por los Húsares de Junín al mando del Coronel Lagomarsino que perdió la mitad de su gente en esta carga, pero Anglade, reforzado por los lanceros de Braun, continuó su avance.
La última carga restauradora fue dada por el regimiento de caballería coraceros de Salaverry que rompió la línea del ejército unido, más oportunamente reforzados por la caballería de Braun y tres compañías de infantería al mando del coronel Peralta, las tropas de Santa Cruz rechazaron este último ataque provocando la dispersión del ejército de Salaverry y capturando a varios prisioneros.
La victoria del ejército unido costó a Santa Cruz 242 muertos y 188 heridos, mientras que el ejército restaurador de Salaverry tuvo 600 muertos y 350 heridos.
Consumada su victoria Santa Cruz envió una fuerza de caballería a órdenes del general Guillermo Miller para que ocupase las alturas de Vitor y Tambo en la costa, y de esa manera cortase la retirada a los fugitivos. 
El día 7 ocupó Miller la garganta de Guerreros a cinco millas de Islay. La caballería fugitiva formó en el valle Tambo y emprendió la retirada por la costa en dirección al Norte. El coronel Solar que venía a la cabeza se quedó dormido sobre la silla y fue hecho prisionero. El resto de su tropa, unos noventa oficiales y como doscientos hombres, llegaron a Guerreros rodeados de una densa neblina, cuando fueron sorprendidos por una voz que les gritaba ¡Alto, no avancen!,¡aquí está el enemigo!. 
Era la voz de Miller. El coronel Mendiburu la reconoció; pero siguió avanzando hasta que estuvo delante del General. Convino en rendirse con tal de que se les perdonase la vida y se les franquease pasaporte a los oficiales para retirarse. Sólo los coroneles Coloma e Iguaín rehusaron rendirse y se fugaron. Miller envió a sus prisioneros a los olivares de Catarindo, en donde pasaron la noche, y después los trasladaron a Arequipa.

## Acuerdo entre Salaverry y Miller
Producida la derrota, Salaverry y tres coroneles más, se dirigieron a Islay por distinto camino. Al fin después de atravesar el desierto llegaron a un pequeño manantial en el valle de Tambo. 
Salaverry desmontó de su caballo, y después de haber concluido de beber, dijo a uno de sus compañeros: ¿Cree Ud. que la batalla se hubiese perdido si no es por mis calaveradas?. El día 9 de febrero llegaron a una casucha a seis millas de Islay. 
Cuando Miller tuvo noticias de estos hechos mandó comunicarles el arreglo que había hecho con Mendiburu, y conforme a las condiciones del mismo se sometieron Salaverry y los oficiales que le acompañaban. El almirante Postigo desembarcó a sus tropas para rescatar a Salaverry; pero Salaverry confiado en el arreglo hecho con Miller, lo autorizó para que rindiese la escuadra en el Callao a Orbegoso que ya había ocupado la capital.

## Fusilamiento de Salaverry
A Felipe Santiago Salaverry se le envió a Arequipa donde Santa Cruz mandó una comisión para que juzgara a los prisioneros, amparándose en el decreto de guerra a muerte suscrito en agosto de 1835 fueron condenados a la pena capital, los prisioneros protestaron contra tal modo de proceder alegando que no debía quitárseles la vida según el acuerdo realizado con Miller, y que aquel decreto quedaba abolido por el acuerdo suscrito tras el canje de prisioneros después de la Batalla de Uchumayo.
El boliviano Francisco Anglada que presidía el consejo de guerra suspendió los procesos a fin de consultar con Santa Cruz quien ordenó que se les aplicara la pena de muerte. El coronel Baltasar Caravedo fue el único miembro del consejo que se negó a firmar la sentencia y por tal decisión fue separado del servicio.
El 18 de febrero Santa Cruz confirmó la sentencia condenando al Jefe Supremo (Salaverry), al General Fernandin, a los Coroneles Solar, Cárdenas, Rivas, Carrillo, Valdivia y a los Comandantes Moya y Picoaga a la pena capital. El coronel José Quiroga fue absuelto de tal pena por el comportamiento humanitario que demostró con los prisioneros y civiles bolivianos durante la toma de Cobija. El resto de jefes y oficiales fueron condenados a largos años de prisión y destierro. 

Sentencia. Visto este proceso seguido por el consejo militar permanente contra los reos de rebelion Felipe Santiago Salaverry, Juan Pablo Fernandini, Gregorio del Solar, Miguel Rivas, Juan Cardenas...apruebo las sentencias de muerte pronunciadas contra los expresados reos Salaverry, Fernandini, Solar, Rivas, Cardenas....
Andres de Santa Cruz, 18 de febrero de 1836.

Cuatro horas después de firmada la sentencia salían los condenados para ser fusilados en la plaza de Arequipa. Salaverry tuvo que ver la muerte de sus compañeros y protestó contra estos asesinatos. Con cerca de 30 años, vestía el uniforme de la Legión Peruana y apoyábase en un bastón, pues se encontraba algo cojo, debido a una caída que sufrió. En su testamento dejó por heredera universal a su esposa, y fue su voluntad que se le enterrase en el Panteón de Lima. 

Mi querida Juana. Dentro de dos horas voy a morir asesinado por Santa Cruz y quiero dirijirte mis últimos votos. Te he querido cuanto se puede querer, y llevo á la eternidad un pesar profundo de no haberte hecho feliz. Preferí el bien de mi patria al de mi familia, y al cabo no me han permitido hacer ni uno ni otro. Educa a mis hijos, cuida de ellos; tu juicio y tu talento me lo dejan esperar. No te abatas, que la desgracia es compañera inseparable de los mortales. Se feliz cuanto puedas, y jamás olvides á tu caro esposo.
Carta de Felipe Santiago Salaverry a su esposa. 18 de Febrero de 1836

El General Guillermo Miller le manifestó a Santa Cruz, quien se encontraba comiendo en las afueras de la ciudad, que había garantizado la vida a sus prisioneros ofreciéndoles facilidades para regresar a sus hogares; pero Santa Cruz respondió que había hecho mal en ofrecer tales garantías, pues carecía de las facultades. Miller protestó e hizo todo cuanto estuvo en su poder para salvar a Salaverry.

## Consecuencias
Al día siguiente de la batalla el gobierno de Santa Cruz emitió un decreto por el cual todos los soldados del ejército unido peruano boliviano que hubieran combatido en Socabaya recibirían una medalla con la inscripción "Di la paz al Perú" en cuyo reverso figuraría también "En Socabaya a 7 de febrero de 1836", de igual manera las viudas y huérfanos de los caídos en todos los combates desde el 30 de enero recibirían el sueldo integró de sus maridos y padres. Otro decreto establecía también que en el campo de batalla se levantara una columna de sesenta pies de alto en la cual se colocaría una leyenda que perpetuase la memoria de la batalla, los escudos de armas de ambas naciones y bajo ellos los nombres de los cuerpos que combatieron en la batalla y los de sus jefes y comandantes. Esta última disposición no llegó a ser cumplida y tras la caída de Santa Cruz y los partidarios de la confederación todos sus decretos fueron abolidos.
A pesar de las distintas celebraciones que tuvieron lugar para festejar la que se consideraba la última campaña de pacificación del Perú, muchos peruanos, incluso algunos de los simpatizantes con el proyecto confederacionista, estuvieron en contra de los fusilamientos ordenados por Santa Cruz lo que hizo que este perdiera parte del apoyo que tenía y se ganara muchos enemigos.

## Trivia
Carlos Augusto Salaverry, hijo del Jefe Supremo, llegó a ser un hábil literato y uno de los primeros poetas del Perú.
Años más tarde cuando el biógrafo Manuel Bilbao preparaba su segunda edición de la Historia del General Salaverry, entrevistó a Santa Cruz, que se encontraba desterrado en Versalles quien confesó su error y manifestó gran sentimiento por la manera como había procedido con Salaverry. 